# Washington Square (Bangkok)
Pour les articles homonymes, voir Washington Square.

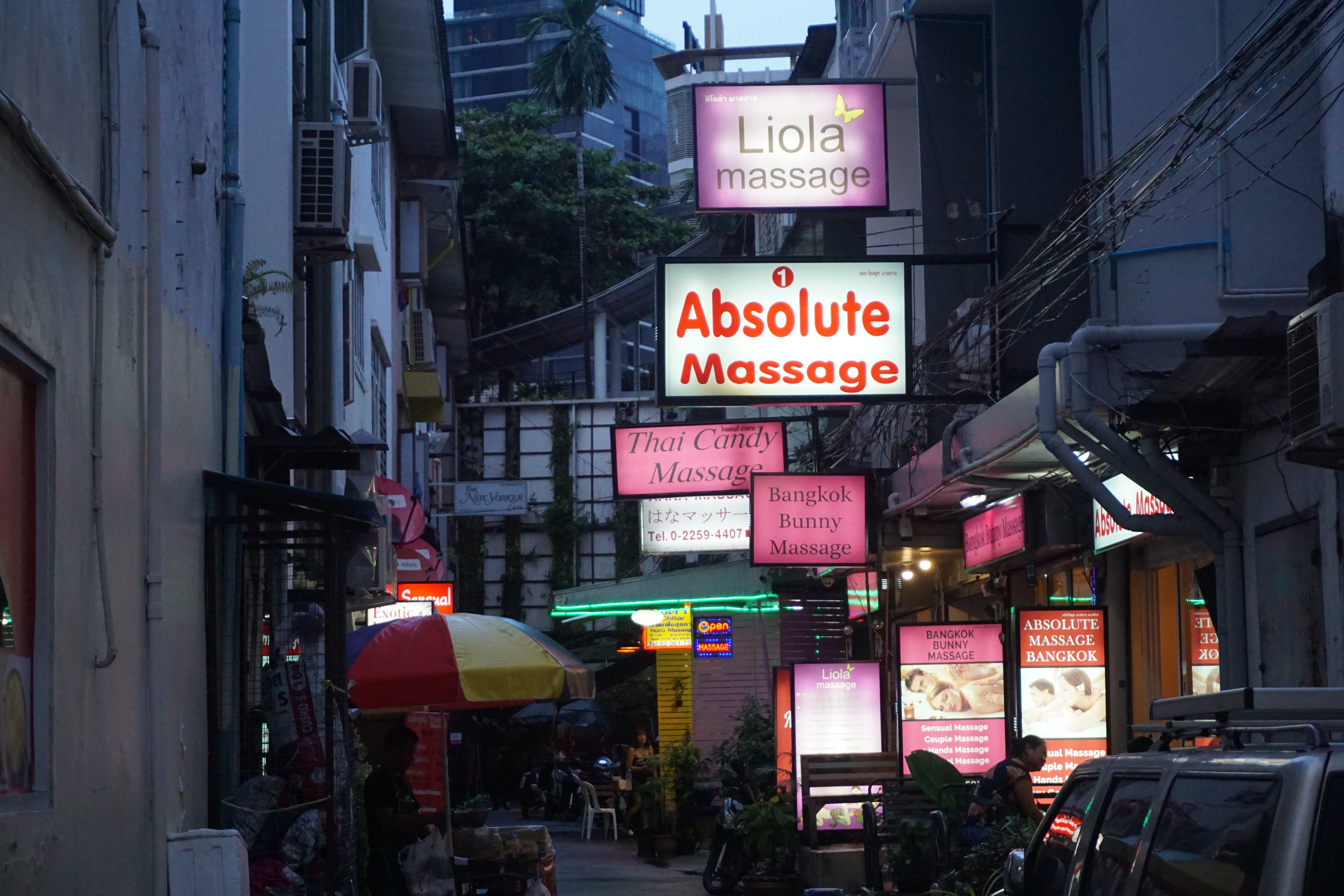
Soi 22 Sukhumvit : enseignes pour salons de massage.

Washington Square était une zone de divertissement à Bangkok, en Thaïlande, située pendant de nombreuses années à Sukhumvit Soi 22, près de la station de skytrain Phrom Phong. Elle contenait des bars, des restaurants, des salons de massage et un cinéma Katoï. Populaire principalement auprès des expatriés de Bangkok, des travailleurs des champs pétrolifères du Moyen-Orient et des Américains plus âgés, y compris de nombreux vétérans de la guerre du Vietnam, Bourbon Street était bien connu pour servir de la nourriture cajun et créole, et a été décrite dans le Bangkok Post en 2005.
La zone fait office de scène d'action dans la série de romans policiers de Christopher G. Moore sur l'œil de Vincent Calvino,, et le bar Texas Lone Staar est souvent mentionné dans les romans de Dean Barrett, qui a déjà loué un appartement dans le Washington Square.
Washington Square a été complètement démoli en 2013, en attendant la construction d'un centre commercial et de plusieurs immeubles de grande hauteur. Les restaurants et quelques-uns des bars ont déménagé ailleurs, sur Sukhumit Road, mais la plupart ont tout simplement fermé. Le projet du groupe Emporium de construire un centre commercial appelé EmSphere a été suspendu. Un parc à thème de dinosaures a été créé sur le site en 2016. Le parc à thème a fermé ses portes en avril 2018.